# Grand Prix d'été de saut à ski 2001
Le Grand Prix d'été de saut à ski 2001 est la huitième édition du Grand Prix d'été de saut à ski organisé par la FIS, il fut remporté par le polonais Adam Małysz.

## Classement général
| Place | Nom                | Pays       | Points |
| ----- | ------------------ | ---------- | ------ |
| 1     | Adam Malysz        | Pologne    | 397    |
| 2     | Andreas Goldberger | Autriche   | 364    |
| 3     | Stefan Horngacher  | Autriche   | 357    |
| 4     | Martin Hoellwarth  | Autriche   | 333    |
| 5     | Masahiko Harada    | Japon      | 237    |
| 6     | Damjan Fras        | Slovénie   | 223    |
| 7     | Igor Medved        | Slovénie   | 213    |
| 8     | Alan Alborn        | États-Unis | 181    |
| 9     | Martin Schmitt     | Allemagne  | 169    |
| 10    | Andreas Widhoelzl  | Autriche   | 153    |

## Résultats
| Date             | Lieu         | Vainqueur         | Deuxième           | Troisième          |
| 11 août 2001     | Hinterzarten | Adam Malysz       | Martin Schmitt     | Stefan Horngacher  |
| 12 août 2001     | Hinterzarten | Martin Hoellwarth | Andreas Goldberger | Martin Schmitt     |
| 14 août 2001     | Courchevel   | Andreas Widhoelzl | Adam Malysz        | Janne Ahonen       |
| 18 août 2001     | Stams        | Roberto Cecon     | Martin Hoellwarth  | Igor Medved        |
| 5 septembre 2001 | Sapporo      | Stefan Horngacher | Andreas Goldberger | Alan Alborn        |
| 8 septembre 2001 | Hakuba       | Stefan Horngacher | Adam Malysz        | Andreas Goldberger |
| 9 septembre 2001 | Hakuba       | Masahiko Harada   | Martin Hoellwarth  | Peter Zonta        |